# Hévíz-Balaton nemzetközi repülőtér
A Hévíz-Balaton nemzetközi repülőtér Magyarország öt nemzetközi repülőterének egyike. Keszthelytől mintegy 12 kilométerre délnyugatra, Sármellék és Zalavár között található. 2005-től 2012-ig FlyBalaton néven volt ismert, azóta pedig a jelenlegi nevén. Elterjedt, de 2005 óta már nem hivatalos elnevezése még a Sármelléki nemzetközi repülőtér.  2016 decemberében egy kormányhatározat 6,6 milliárd forintot biztosított a repülőtér infrastrukturális és technológiai fejlesztésére (például a kifutópálya meghosszabbítására és a környező épületek felújítására), melynek célja, hogy a repülőtér valódi nemzetközi közlekedési szerepet kapjon.

## Fekvése, megközelíthetőségi lehetőségek
A repülőtér Sármellék külterületén, a Balaton nyugati végétől körülbelül 10 kilométerre található, a Zalakomár-Sármellék közti 6831-es út közelében. A legközelebbi vasútállomás a már nem használt Sármellék vasútállomás lenne. A valóban aktív állomás Balatonszentgyörgy állomása (12 kilométerre), azonban a kissé távolabb (16 kilométerre) fekvő keszthelyi állomás több átszállási lehetőséget biztosít. A helyközi buszjáratok megállója közvetlenül a repülőtér bejárata előtt található. A repülőtéren lehetőség van autóbérlésre, illetve taxiszolgálat is igénybe vehető. Egy kormánydöntés 2016-ban forrást rendelt a Balatoni Körvasút 2022-ig való megépítéséhez. A repülőtéri transzferkapcsolatról még nem született döntés.
A repülőtér a térség jelentősebb települései közül Keszthelytől 12, Hévíztől 13, Zalakarostól 19, Nagykanizsától 35, Zalaegerszegtől pedig 44 kilométerre fekszik.

## Története
A repülőtér jelenlegi helyén már az 1940-es években is volt ideiglenes katonai repülőtér, azonban 2000 méteres szilárd burkolattal csak 1950-ben látták el. 1961-ben az addig ott állomásozó magyar 47. repülőezred áttelepült Pápára, Sármellékre pedig egy szovjet repülőezred (515. vadászezred) érkezett, mely mindössze 1963-ig maradt itt. A kifutópálya az 1965-ös hosszabbítás során érte el jelenlegi méretét, ekkor lett 2500×60 méteres. Ez után érkeztek csak meg ide az első MiG–21-esek, addig csak MiG–17 típusú gépek állomásoztak itt.
A repülőtér 400 hektárnyi területén felépített lakótelepen egy teljes orosz repülőezred, valamint a kiszolgáló egységek – és a katonák családtagjai – éltek, a környező településektől lényegében elzártan. 1990-ig kb. 45 repülőgép állomásozott folyamatosan Sármelléken, melyeknek típusa MiG–21-es (1975-ig), MiG–23-as (1989-ig), illetve MiG–29-es volt. A szovjet légierő utolsó egységei 1990. október 4-én hagyták el a bázist.
A szovjet repülőtér és az itt települő ezredek életéről Vándor Károly, a téma kutatója részletesen írt az Aranysas repülő szaklapban, illetve Légierő társbérletben című könyvében és a Szovjet repülőtér titkai című, általa alapított kiállításon is sok anyag foglalkozik a reptér történetével, életével. A kutató számos, egykor titkos fotót is publikált, ami tovább segítette a repülőtér múltjának feltárását.

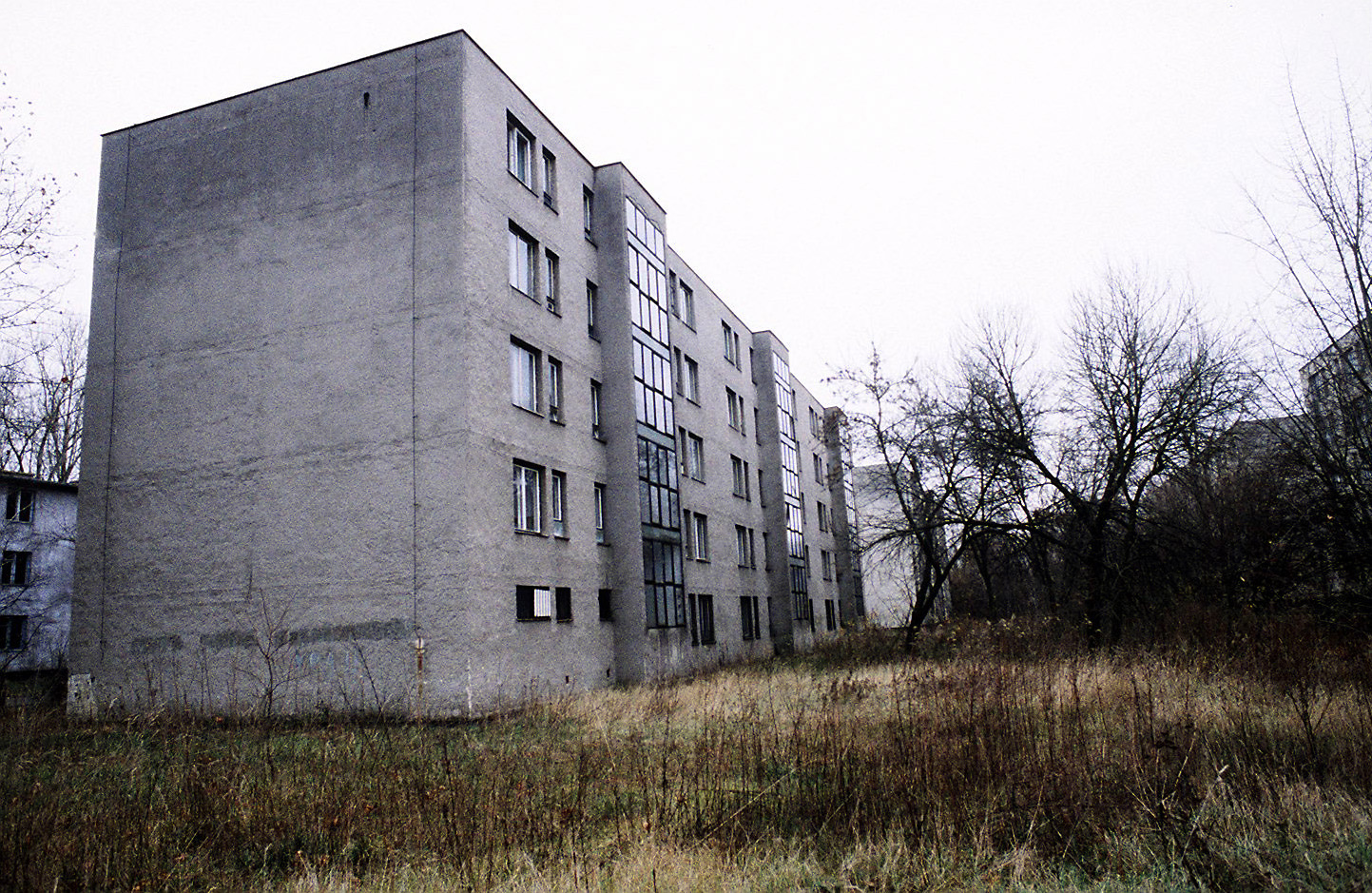
A volt szovjet laktanya a reptér mellett

A volt szovjet katonai bázis területén lévő repülőtér 1991 tavaszától üzemel polgári repülőtérként. A kivonulás után a Mikromatika Holding kibérelte a repülőteret és azonnal megkezdte annak átalakítását, hogy alkalmassá tegye a polgári forgalom számára. Ez a társaság 1994 őszéig üzemeltette a repülőteret, majd 1995 áprilisától az üzemeltetést átvette a Zalavár-Sármellék Airport Kft. A kft-t két közeli település – Zalavár és Sármellék – önkormányzata alapította azzal a céllal, hogy a későbbiekben a repülőtér tulajdonjogára is szert tegyen. A kft.-ben üzletrésszel rendelkezik a Danubius Rt, amely szállodákat üzemeltet a közeli üdülőhelyeken, Hévízen és Keszthelyen.
2004-ben a regionális reptérfejlesztési alapból a Sármelléki repülőtér 300 millió forintos támogatásban részesült, amit a Balatoni Fejlesztési Ügynökség további 65 millió forinttal egészített ki. Ezen támogatás lehetővé tette, hogy a repülőtér megépítse a 24 órás működés feltételeihez elengedhetetlen beruházások egy részét. Ezen állami pénzen megtörtént fejlesztések után egy ír és magyar üzletemberekből álló befektetőcsoport lehetőséget látott a repülőtérben, és megvásárolta annak üzemeltetési jogát. A Cape Clear Aviation Kft. a környék turisztikai lehetőségeit felismerve, további közel 2 milliárd forint befektetésével teljes értékű nemzetközi repülőtérré fejlesztette a sármellékit, a minden igényt kielégítő utasterminált 2006 áprilisában adták át. Döntés született arról is, hogy 2007-ben egy újabb, több mint egymilliárd forintos beruházás keretében 2,5 ezer négyzetméteres cargo-terminált és egy 6 ezer négyzetméteres logisztikai központot is építenek. Ennek köszönhetően a DHL 2007 őszétől logisztikai bázist üzemeltet Sármelléken, ahova egy, az Exin (DHL Cargo) légitársaság által üzemeltetett An–26B teherszállító repülőgép fog közlekedni heti 5 alkalommal.

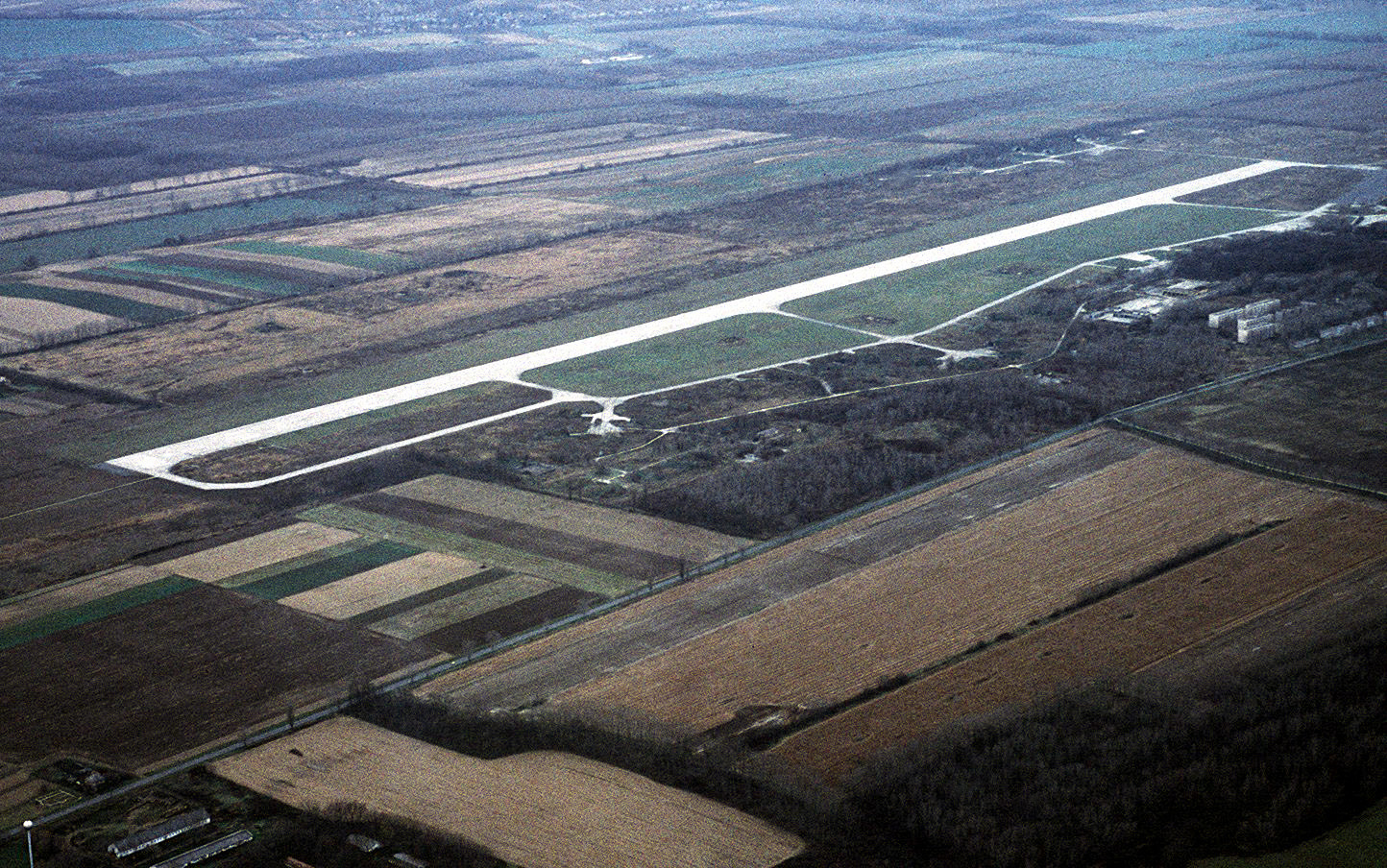
A kifutópálya a magasból

2008-as év végén a DHL megszüntette sármelléki logisztikai központját. Ezek mellett a Ryanair, a repülőtér egyik kulcsfontosságú légitársasága megszüntette ide közlekedő járatait.
2009 novemberében a repülőtér tulajdonosa, a Cape Clear Avitation Kft. ellen indult felszámolási eljárás, majd 2011-ben az üzemeltető FB Airport Kft. anyacége, az Aviation Group Zrt. ellen szintén. A felszámoló 2 milliárd forintért kívánta eladni a repülőteret.

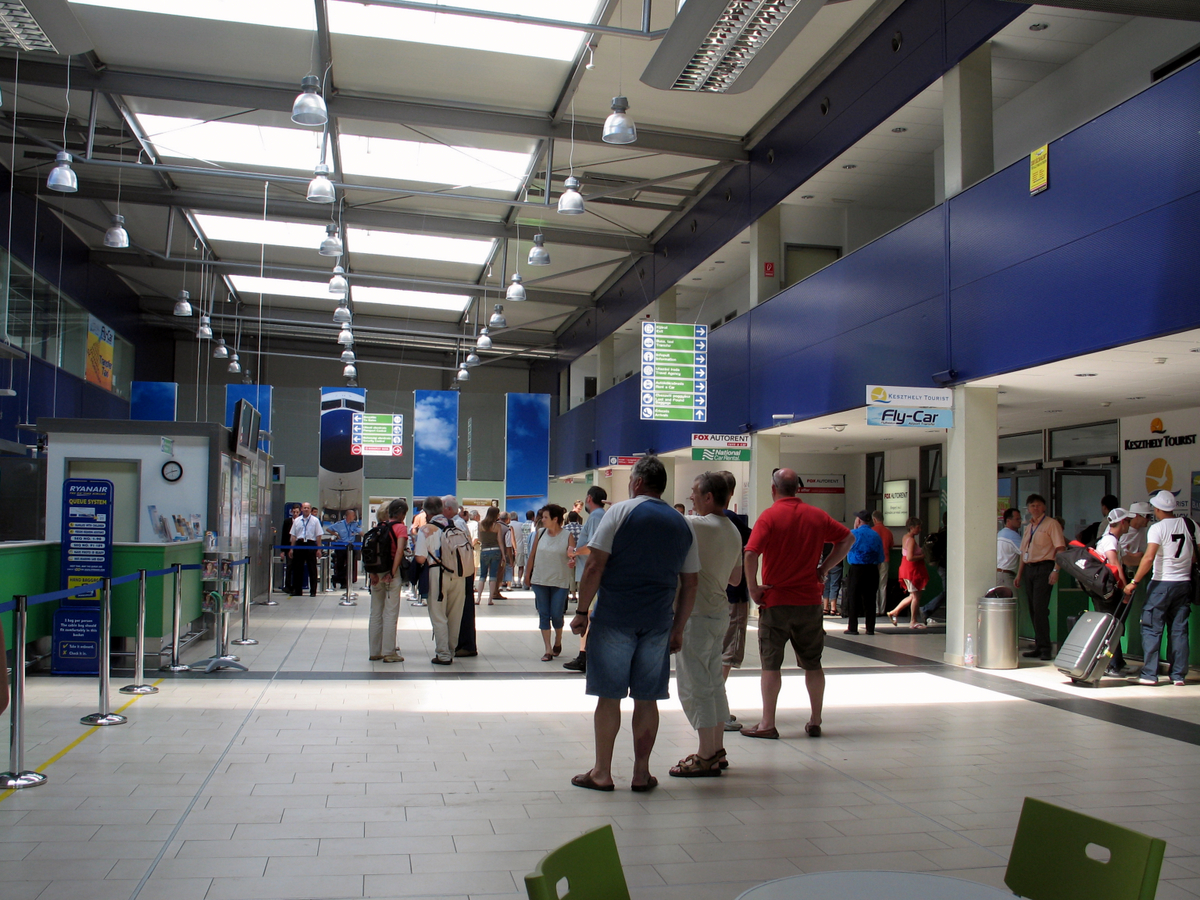
A terminálépület belülről

A repteret 2012 márciusa óta Hévíz város önkormányzatának 100%-os tulajdonában álló Hévíz-Balaton Airport Kft. üzemelteti.
2014 októberében a reptéri infrastruktúra nagy részét birtokló, felszámolás alá került cégben (ami nem azonos a reptér jelenlegi üzemeltetőjével) 700 millió forintért a Széles Gábor nagyvállalkozó érdekeltségébe tartozó SGH Aviation Hungary Kft. 49%-os tulajdonrészt vásárolt. A fennmaradó rész 49%-a a hévízi önkormányzat tulajdonában maradt, míg 2% Zalavár önkormányzatának tulajdonába került.
A repülőtérnek egy betonozott és egy füves futópályája van, illetve rendelkezik egy heliporttal is. A betonozott futópálya (Rwy 16L-34R) 2500 m hosszú és 60 m széles. Rendelkezik éjszakai világítással és műszeres megközelítést segítő berendezéssel (NVFR, IFR), így rossz látási viszonyok között és éjszaka is használható.
A Ryanair 2008-as kivonulása után 2012-ben az airBaltic próbálkozott szezonális menetrend szerinti járat üzemeltetésével a Rigai nemzetközi repülőtérre, de hamar elbukott. Legközelebb 2014. március 23-án jött újra menetrend szerinti járat a Hévíz-Balaton repülőtérre, az UTair Aviation szezonális moszkvai járata, ami onnantól hetente egyszer közlekedett a nyári időszak végéig. Az időközben az Európai Unió és Oroszország között feszültté vált viszony, majd kölcsönös szankciók miatt 2015 tavaszán nem tudott újraindulni a járat ám az év utolsó előtti napjára sikerült felülkerekedni a problémákon és 2015. december 30-a óta ismét heti egyszer fordulnak gépek a Vnukovói nemzetközi repülőtér és Sármellék-Hévíz között.
A charter forgalom ugyanakkor Sármellék teljes értékű nemzetközi repülőtérré válása, azaz 2006 óta folyamatosan fennmaradt, 2015-ben pedig bővülni is tudott új desztinációkkal.

## Utasforgalom
A Nemzeti Infrastruktúra Fejlesztő Zrt. Balaton funkcionális térségének komplex közlekedésfejlesztési koncepciójában szerepel a Hévíz-Balaton repülőtér légijárat-forgalmának növelése és a kapcsolódó Sármellék-Zalavári iparterületek fejlesztése.
Az infrastruktúrafejlesztés után a repülőtér több menetrend szerinti járatot vár. Elsősorban Frankfurt és London a cél Hévíz polgármestere szerint, de tel-avivi, szentpétervári és norvégiai járatok indulásáról is tárgyaltak. A jelenlegi éves utasforgalom 150-200 ezerre emelését tervezik ahhoz, hogy rentábilisan működjön a nemzetközi repülőtér az üzemeltető hévízi önkormányzat számára és ezzel hosszú távon is lehessen vele számolni.
Az utasforgalom az elmúlt években az alábbi módon változott:
| Utasok száma | 21 077 | 63 627 | 102 131 | 14 828 | 18 831 | 15 748 | 13 229 | 9123 | 3428 | 4085 |
|              | 2004   | 2006   | 2008    | 2010   | 2012   | 2015   | 2017   | 2019 | 2021 | 2023 |

See source Wikidata query and sources.

## Járatok
| Légitársaság | Célállomások                                                  |
| ------------ | ------------------------------------------------------------- |
| Sundair      | Nyári szezonális charter: Erfurt-Weimar, Drezda, Lipcse/Halle |